# Stefan Kwilecki

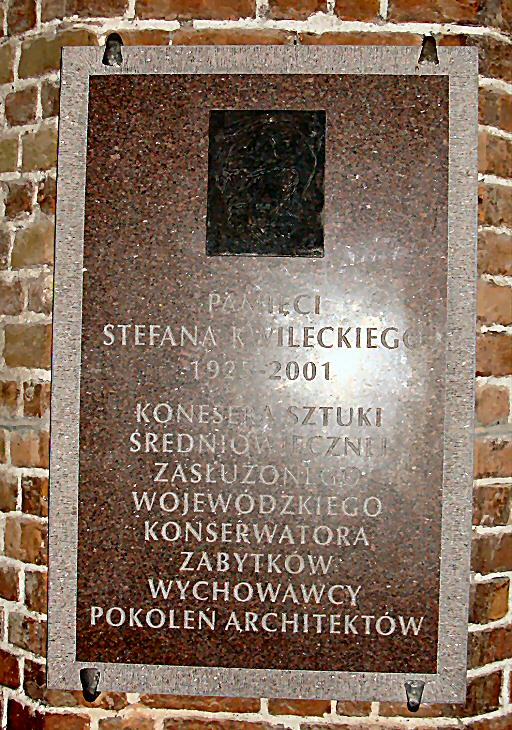
Tablica pamiątkowa w bazylice katedralnej w Szczecinie poświęcona Stefanowi Kwileckiemu

Stefan Kwilecki (ur. 19 września 1925 w Malińcu, zm. 1 stycznia 2001 w Szczecinie) – polski konserwator zabytków, architekt i nauczyciel akademicki.

## Życiorys
Urodził się w rodzinie ziemiańskiej. W czasie II wojny światowej przebywał w Rabce, a następnie w okolicach Kielc, pracując między innymi jako traktorzysta i pisarz oraz ucząc się na tajnych kompletach.
W 1948 przybył do Szczecina i rozpoczął studia na Wydziale Architektury Wyższej Szkoły Inżynierskiej w tym mieście. W 1952 uzyskał dyplom studiów wyższych w Wyższej Szkole Inżynierskiej w Poznaniu i zaczął pracę w Wojewódzkim Urzędzie Konserwatorskim w Szczecinie.
W 1954 przeniósł się do pionu projektowego Pracowni Konserwacji Zabytków. Wziął udział w badaniach oraz w pracach projektowych odbudowy m.in. Zamku Książąt Pomorskich, kościoła św. Jakuba, Ratusza Staromiejskiego w Szczecinie, zamków w Darłowie, Bytowie i Płotach, a także kościoła Mariackiego w Chojnie.
W 1960 został powołany na stanowisko Wojewódzkiego Konserwatora Zabytków. Przez dwanaście lat sprawowania tej funkcji był obrońcą pomorskich zabytków. Przeciwstawiał się naciskom ówczesnych władz państwowych i partyjnych dążących do rozbiórki lub wstrzymujących odbudowę zabytków, zwłaszcza sakralnych.
Jego wysiłkom zawdzięcza się ocalenie m.in. kościoła św. Jakuba w Szczecinie oraz kościoła Mariackiego w Chojnie. Inne obiekty, w których odbudowę Stefan Kwilecki był zaangażowany, to m.in.: Ratusz Staromiejski w Szczecinie, budowle Kamienia Pomorskiego (pałac biskupi, ratusz, kościół św. Mikołaja, Brama Wolińska), i Stargardu (odwach, Dom Kletzinów, Brama Pyrzycka oraz Brama Wałowa), zamek w Płotach, mury miejskie w Chojnie, Choszcznie i Pyrzycach.
W 1972 został zmuszony do złożenia rezygnacji ze sprawowanej funkcji. Przez pewien czas pracował ponownie w Przedsiębiorstwie Państwowym Pracownie Konserwacji Zabytków (przebywając m.in. na kilkumiesięcznym kontrakcie we Francji), a następnie, w latach 1975–1990, był zatrudniony na Politechnice Szczecińskiej (Wydział Budownictwa i Architektury) w charakterze pracownika naukowo-dydaktycznego.
Był członkiem Stowarzyszenia Konserwatorów Zabytków oraz Polskiego Komitetu Narodowego ICOMOS.
Na fasadzie Pałacu pod Głowami m.in. znajduje się rzeźba głowy Stefana Kwileckiego. W bazylice archikatedralnej św. Jakuba w Szczecinie znajduje się tablica poświęcona jego pamięci. W 2007 na cmentarzu Centralnym w Szczecinie posadzono "drzewko pamięci" poświęcone jego osobie z inicjatywy Stowarzyszenia Czas Przestrzeń Tożsamość.

## Życie prywatne
Jego ojciec – Mieczysław Kwilecki – został zamordowany w Charkowie wiosną 1940 roku.
Stefan Kwilecki 15 sierpnia 1952 ożenił się z Izabellą Ułaszyn herbu własnego (1927–1995), córką językoznawcy, profesora Henryka Ułaszyna (1874–1956), a wnuczką Józefa Wolffa (1862–1918). Mieli dwoje dzieci: Magdalenę (ur. 1953) i Michała (ur. 1960).